# تاكومي سوغابي
تاكومي سوغابي (باليابانية: 曽我部 巧) (9 يوليو 1983 في غيفو في اليابان – )؛ هو لاعب كرة قدم كان يلعب كحارس مرمى.